# Ruschia ampliata
Ruschia ampliata är en isörtsväxtart som beskrevs av L. Bol. Ruschia ampliata ingår i släktet Ruschia och familjen isörtsväxter. Inga underarter finns listade i Catalogue of Life.